# Kangarina bradyi
Kangarina bradyi is een mosselkreeftjessoort uit de familie van de Cytheruridae. De wetenschappelijke naam van de soort is voor het eerst geldig gepubliceerd in 1981 door Hu.